# Antanta
Antanta je savez koji su stvorile Rusija, Francuska i Velika Britanija. Povezivanje između Francuske i Rusije ostvareno je tijekom 1891. – 1894. godine potpisivanjem niza sporazuma o suradnji. Godine 1904. Francuska i Velika Britanija sklopile su ugovor poznat pod imenom Entente cordiale što znači Srdačni sporazum; odatle i dolazi naziv – antanta. Njime su se dogovorili o podjeli zona utjecaja, mahom u Africi te o zajedničkoj politici protiv Njemačke. Posljednja etapa u nastanku bloka Antanta zbila se 1907. godine kad su se Rusi i Britanci dogovorili o podjeli interesnih zona u Perziji (današnji Iran). Tada je i Rusija ušla u savez s dvjema zapadnoeuropskim silama. Nešto kasnije, početkom Prvog svjetskog rata, pridružile su im se još Srbija, Grčka, Rumunjska i Japan te, sklapanjem Londonskog ugovora, Italija 1915. Antanta je pobijedila u tom sukobu.